# Vintijan
Vintijan – wieś w Chorwacji, w żupanii istryjskiej, w gminie Medulin. W 2011 roku liczyła 172 mieszkańców.